# Novillard
Novillard [nɔvilaʁ] (deutsch früher Neuweiler) ist eine französische Gemeinde mit 309 Einwohnern (Stand: 1. Januar 2022) im Territoire de Belfort in der Region Bourgogne-Franche-Comté. Die Bewohner werden Novelais und Novelaises genannt.
Die Gemeinde erhielt 2023 die Auszeichnung „Zwei Blumen“, die vom Conseil national des villes et villages fleuris (CNVVF) im Rahmen des jährlichen Wettbewerbs der blumengeschmückten Städte und Dörfer verliehen wird.

## Geographie
Novillard liegt auf 350 m, etwa neun Kilometer ostsüdöstlich der Stadt Belfort (Luftlinie). Das Dorf erstreckt sich im Flachland der Burgundischen Pforte, auf dem Plateau von Les Grands Bois, nördlich der weiten Talebene der Bourbeuse und westlich des Tals der Madeleine.
Die Fläche des 3,79 km² großen Gemeindegebiets umfasst einen Abschnitt der nur schwach reliefierten Landschaft im Bereich der Burgundischen Pforte (Trouée de Belfort). Die östliche Grenze verläuft meist entlang der Madeleine, die sich mit Mäandern durch eine ungefähr 400 Meter breite Talebene windet und für die Entwässerung über die Bourbeuse zur Allaine sorgt. Vom Flusslauf erstreckt sich das Gemeindeareal nach Westen auf das angrenzende Plateau, das durchschnittlich auf 360 m liegt. Es ist teils mit Acker- und Wiesland, teils mit Wald bedeckt. Nach Westen reicht der Gemeindeboden in das ausgedehnte Waldgebiet der Grands Bois und in das moorige Tälchen des Baches Praille (rechter Zufluss der Bourbeuse). In den Grands Bois wird mit 371 m die höchste Erhebung von Novillard erreicht.
Nachbargemeinden von Novillard sind Fontenelle und Petit-Croix im Norden, Montreux-Château im Osten, Autrechêne und Charmois im Süden sowie Meroux-Moval und Vézelois im Westen.

## Geschichte
Erstmals schriftlich erwähnt wird Novillard im Jahr 1251 in einer Urkunde des Priorats Froidefontaine unter dem Namen Nueviller. Das Dorf gehörte seit seiner ersten Erwähnung zur Herrschaft Rougemont. Mitte des 14. Jahrhunderts gelangte es unter die Oberhoheit der Habsburger. Zusammen mit dem Sundgau kam Novillard mit dem Westfälischen Frieden 1648 an die französische Krone. Seit 1793 gehörte das Dorf zum Département Haut-Rhin, verblieb jedoch nach dem Deutsch-Französischen Krieg 1871 als Teil des arrondissement subsistant du Haut-Rhin im Gegensatz zum restlichen Elsass bei Frankreich.

## Sehenswürdigkeiten
Die Kirche Saints-Julien-et-Vincent wurde 1770 neu erbaut. Im Ortskern befinden sich Fachwerkhäuser aus dem 17. bis 19. Jahrhundert im traditionellen Stil des Sundgaus.
Siehe auch: Liste der Monuments historiques in Novillard

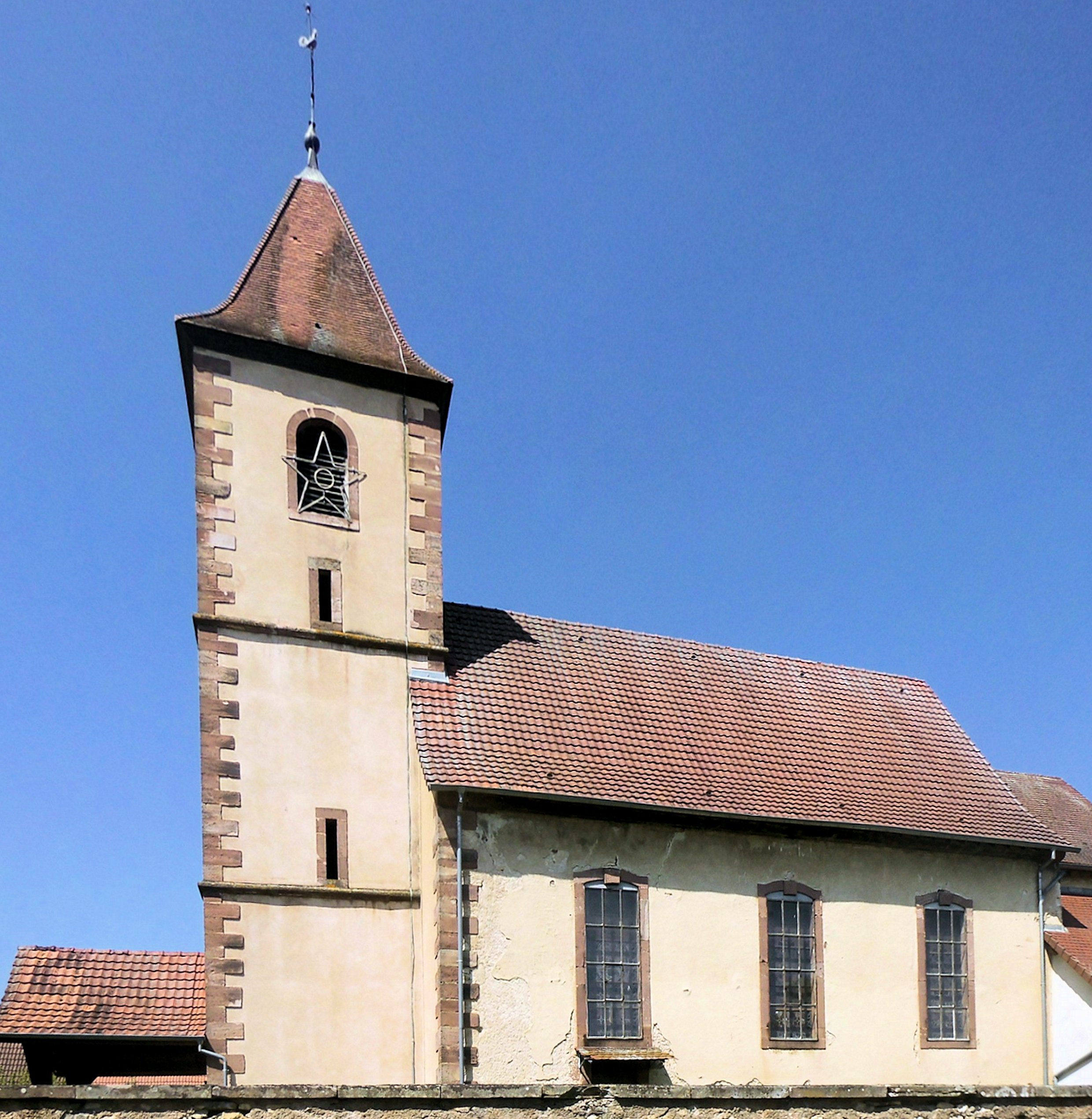
Kirche Saints-Julien-et-Vincent
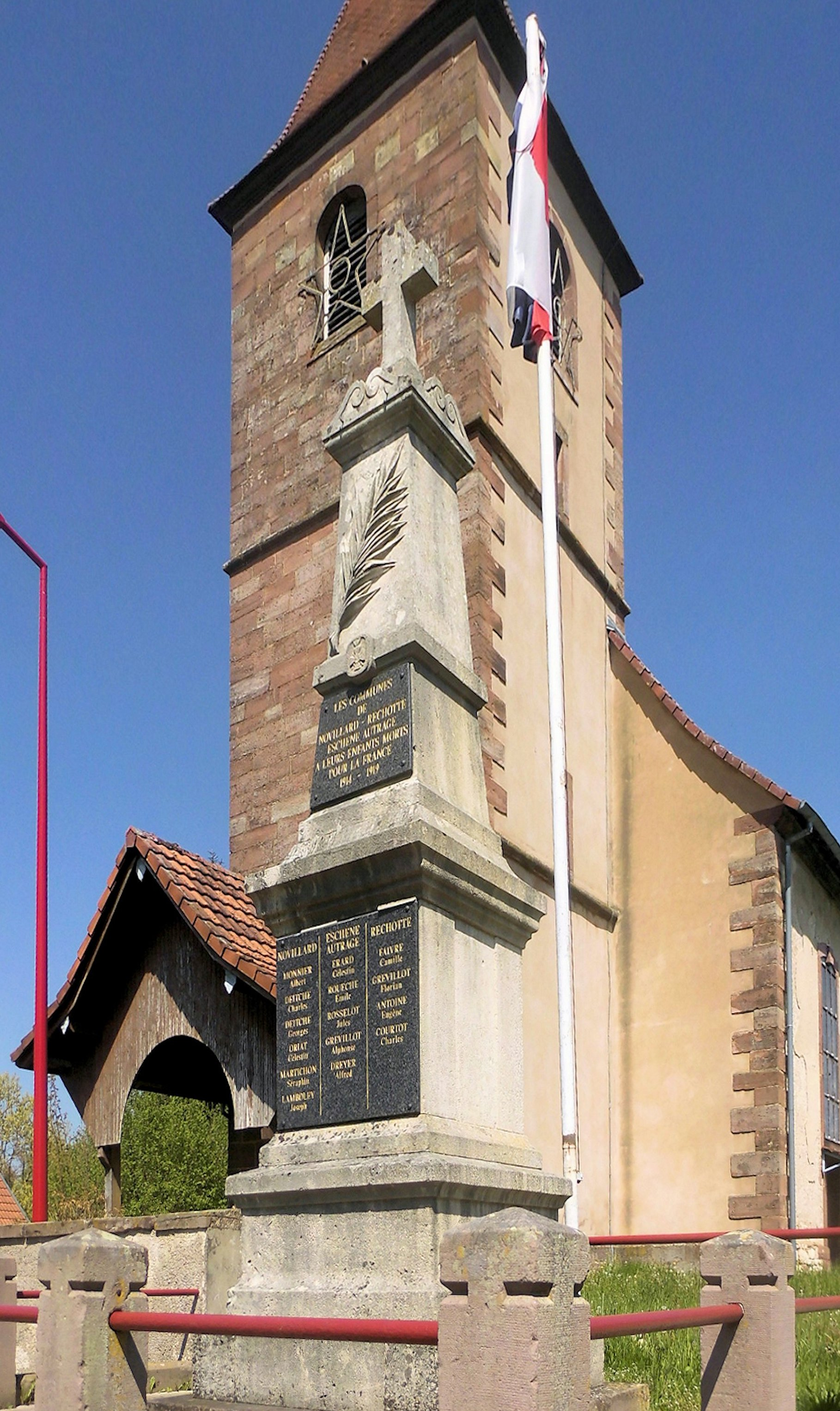
Gefallenendenkmal

## Bevölkerung
| Jahr      | 1962 | 1968 | 1975 | 1982 | 1990 | 1999 | 2007 | 2013 | 2020 |
| Einwohner | 103  | 83   | 89   | 181  | 196  | 205  | 245  | 281  | 304  |

Mit 309 Einwohnern (1. Januar 2022) gehört Novillard zu den kleinen Gemeinden des Département Territoire de Belfort. Nachdem die Einwohnerzahl in der ersten Hälfte des 20. Jahrhunderts abgenommen hatte (1911 wurden noch 170 Personen gezählt), wurde seit Mitte der 1970er Jahre wieder ein deutliches Bevölkerungswachstum verzeichnet.

## Wirtschaft und Infrastruktur
Novillard war bis weit ins 20. Jahrhundert hinein ein vorwiegend durch die Landwirtschaft (Ackerbau, Obstbau und Viehzucht) und die Forstwirtschaft geprägtes Dorf. Daneben gibt es heute einige Betriebe des lokalen Kleingewerbes. Mittlerweile hat sich das Dorf zu einer Wohngemeinde gewandelt. Viele Erwerbstätige sind deshalb Pendler, die in den größeren Ortschaften der Umgebung und in der Agglomeration Belfort ihrer Arbeit nachgehen.
Die Ortschaft liegt abseits der größeren Straßenverbindungen an einer Departementsstraße, die von Foussemagne nach Autrechêne führt. Der nächste Anschluss an die Autobahn A36 befindet sich in einer Entfernung von ungefähr zehn Kilometern. Eine weitere Straßenverbindung besteht mit Fontenelle.